# Ethan Vernon
Ethan Vernon (Bedford, 26 de agosto de 2000) es un deportista británico que compite en ciclismo en las modalidades de pista y ruta.
Participó en dos Juegos Olímpicos de Verano, obteniendo una medalla de plata en París 2024, en la prueba de persecución por equipos (junto con Ethan Hayter, Daniel Bigham y Charlie Tanfield), y el séptimo lugar en Tokio 2020, en la misma prueba.
Ganó cuatro medallas en el Campeonato Mundial de Ciclismo en Pista entre los años 2021 y 2023, y tres medallas en el Campeonato Europeo de Ciclismo en Pista entre los años 2020 y 2024.

## Medallero internacional
| Juegos Olímpicos   | Juegos Olímpicos         | Juegos Olímpicos  | Juegos Olímpicos        |
| Año                | Lugar                    | Medalla           | Competición             |
| ------------------ | ------------------------ | ----------------- | ----------------------- |
| 2024               | París (Francia)          | Medalla de plata  | Persecución por equipos |
| Campeonato Mundial |                          |                   |                         |
| Año                | Lugar                    | Medalla           | Competición             |
| 2021               | Roubaix (Francia)        | Medalla de bronce | Persecución por equipos |
| 2022               | Saint-Quentin (Francia)  | Medalla de oro    | Persecución por equipos |
| 2022               | Saint-Quentin (Francia)  | Medalla de bronce | Eliminación             |
| 2023               | Glasgow (Reino Unido)    | Medalla de oro    | Eliminación             |
| Campeonato Europeo |                          |                   |                         |
| Año                | Lugar                    | Medalla           | Competición             |
| 2020               | Plovdiv (Bulgaria)       | Medalla de plata  | 1 km contrarreloj       |
| 2023               | Grenchen (Suiza)         | Medalla de plata  | Persecución por equipos |
| 2024               | Apeldoorn (Países Bajos) | Medalla de oro    | Persecución por equipos |

## Palmarés
2021
- 1 etapa del Tour del Porvenir

2022
- 1 etapa de la Volta a Cataluña
- 2 etapas del Tour de Eslovaquia

2023
- Trofeo Palma
- 2 etapas del Tour de Ruanda
- 1 etapa del Tour de Romandía
- 1 etapa de la Vuelta a Alemania

2024
- 1 etapa del Tour de los Alpes Marítimos
- 3.º en el Campeonato del Reino Unido Contrarreloj
- 2 etapas del Tour de Guangxi

2025
- 1 etapa de la Volta a Cataluña
- 3.º en el Campeonato del Reino Unido en Ruta

## Resultados en Grandes Vueltas
| Carrera | Carrera         | 2022 | 2023 | 2024 |
| ------- | --------------- | ---- | ---- | ---- |
|         | Giro de Italia  | —    | —    | Ab.  |
|         | Tour de Francia | —    | —    | —    |
|         | Vuelta a España | —    | —    | —    |

| —: No participó | Ab: Abandono |